# Streichquintett op. 29 (Beethoven)
Das Streichquintett C-Dur op. 29 ist eine Komposition von Ludwig van Beethoven für zwei Violinen, zwei Bratschen und Violoncello. Es gilt als Beethovens einziger gewichtiger Beitrag zur Gattung Streichquintett, denn seine weiteren Kompositionen für diese Besetzung sind Bearbeitungen anderer Kammermusikwerke (op. 4, op. 104), Einzelsätze (Fuge op. 137) oder unvollendet. Beethoven komponierte das Quintett 1801 und widmete es dem Auftraggeber Moritz von Fries. Das Stück erschien im Erstdruck 1802 bei Breitkopf und Härtel.
Die Sätze: 
1. Allegro moderato
2. Adagio molto espresivo
3. Scherzo. Allegro – Trio
4. Presto

## Stilistische Einordnung
In der Literatur wird sowohl das Anknüpfen an die Streichquintette Mozarts als auch das „präromantische“ Vorausweisen auf die Musik Franz Schuberts hervorgehoben. Beethovens Quintett ist weniger auf profilierte Themenbildung und -verarbeitung ausgerichtet, sondern zentral ist die Gestaltung des Klanges und der Harmonik. Die fünf Instrumente werden zur Klangdifferenzierung in wechselnden Kombinationen gruppiert. Zu den eher traditionellen Elementen zählen die untergeordnete Rolle der beiden Bratschen, die oft einfache Begleitmodelle übernehmen, und häufige Oktavverdoppelungen. Für die Form ist das Aufeinanderfolgen stark kontrastierender Gedanken charakteristisch, die nicht durch motivisch-thematische Arbeit miteinander verbunden werden.

## Weblink
Noten und Audiodateien im International Music Score Library Project